# 라네르스 성 모르텐스 교회

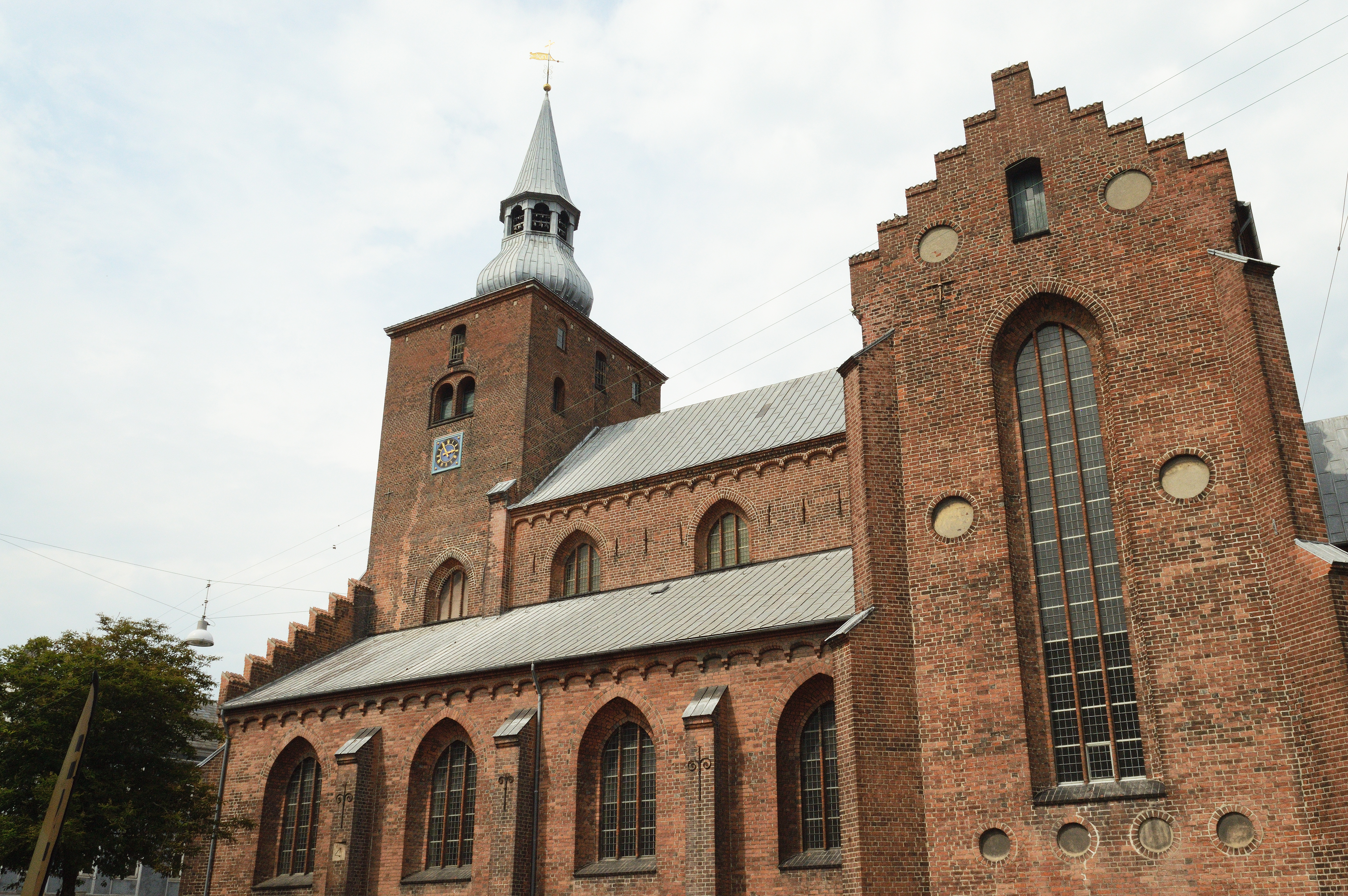

라네르스 성 모르텐스 교회(덴마크어: Sankt Mortens Kirke)는 덴마크 유틀란트 북부의 란데르스에 있는 붉은 벽돌 교회이다. 1346년에 처음 언급된 이전 교회 부지에 1494년부터 1520년까지 지어졌다.

## 역사와 건축
붉은 벽돌 건물이 1346년의 출처에 언급된 이전 교회를 섬기던 로마네스크식 마름돌 기초 위에 서 있다. 투르의 세인트 마틴에게 바쳐진 이 건물은 중세 시대에 란데르스에 지어진 5개의 교회 중 유일하게 남아 있는 교회이다. 제단 위의 라틴어 비문에는 1494년에 프라이어 J(Prior J, 예: 옌스 마티센, Jens Mathiesen)가 지었다고 명시되어 있다. 원래는 성령 수도원(Helligåndskloster)의 일부를 형성했지만 종교 개혁 직전인 1534년에 교구 교회가 되었다.
교회는 현재 양쪽에 통로가 있는 중앙 본당으로 구성된다. 이 구조는 본당 자체보다 다소 낮은 동쪽 끝의 다각형 성단으로 이어진다. 북쪽 통로에는 수도원에 대한 접근을 제공하기 위한 10개의 벽으로 둘러싸인 아치가 있다. 창문은 뾰족한 고딕 양식이다. 남쪽에 있는 킹존스예배당(King John's Chapel)은 오르후스 대성당에서와 같이 작은 트랜셉트와 비슷하다. 서쪽 탑은 1795년에 지어졌지만 에스겔(c. 1700)의 장면이 새겨진 탑문이 원래 다른 입구로 사용되었을 것이다. 에센백의 로리츠 젠슨의 작품으로 여겨진다. 교회는 프리츠 울달의 지도 하에 1868-70년에 리노베이션을 거쳤다.